# Volta a Porto Alegre
La Volta a Porto Alegre va ser una cursa ciclista per etapes que es disputava al voltant de Porto Alegre i per les carreteres de Rio Grande do Sul (Brasil). La primera edició es va disputar el 1996 i el 2005 va entrar a formar part del calendari de l'UCI Amèrica Tour. L'última edició es va córrer el 2006.

## Palmarès
| Any  | Vencedor            | Segon                | Tercer                 |
| ---- | ------------------- | -------------------- | ---------------------- |
| 1996 | Valcemar da Silva   | Paulo Jamur          | Lauri Lunckes          |
| 1997 | José Dos Santos     | Valcemar da Silva    | Evanio Zimermann       |
| 1998 | Erni Da Silva Meira | Valcemar da Silva    | José Dos Santos        |
| 1999 | Renato Roshler      | José Dos Santos      | Douglas Muller         |
| 2000 | Valcemar da Silva   | Soelito Gohr         | Marcelo Moser          |
| 2001 | José Manero         | Rafael Antonio Silva | Rodrigo de Mello Brito |
| 2002 | Valcemar da Silva   | Marcelo Moser        | Altemir Da Rosa        |
| 2003 | Geovani Fernández   | Marcelo Moser        | Janio Vicente Rossa    |
| 2004 | André Grizante      | Breno Sidoti         | Soelito Gohr           |
| 2005 | Jorge Giacinti      | Márcio May           | Breno Sidoti           |
| 2006 | Armando Camargo     | Miguel Direnna       | Magno Nazaret          |